# Giorgio Gomelsky

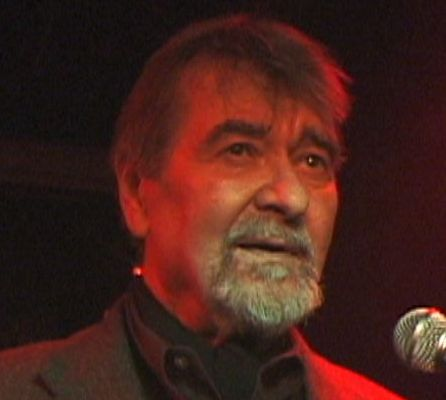
Giorgio Gomelsky (2009)

Giorgio Sergio Alessandro Gomelsky (ur. 28 lutego 1934 w Tbilisi, zm. 13 stycznia 2016 w Nowym Jorku) – brytyjski impresario, realizator i producent muzyczny.
Zanim zamieszkał w Wielkiej Brytanii (od 1955 w Londynie) mieszkał między innymi w Syrii, Egipcie, Włoszech, Francji i Szwajcarii. W latach 60. był managerem muzycznym, uczestniczył w wypromowaniu między innymi The Kinks, The Animals i The Yardbirds. Giorgio Gomelsky był pierwszym profesjonalnym managerem The Rolling Stones (od lutego do końca kwietnia 1963), Gomelsky prowadził The Richmond Jazz Klub, był fanem muzyki bluesowej, miał rozległe kontakty w świecie klubów muzycznych londyńskiej dzielnicy Richmond, w tym czasie silnie zaangażował się w promocję zespołu (rozwieszanie plakatów, załatwianie koncertów). Gomelsky jednak nie mógł zagwarantować dalszego szybkiego rozwoju zespołu (profesjonalnego kontraktu płytowego, tras koncertowych, odpowiedniej promocji w mediach). Dlatego ówczesny lider zespołu The Rolling Stones – Brian Jones, skorzystał z propozycji i szybko podpisał kontrakt w imieniu zespołu z nowym managerem – Andrew Loog Oldhamem (początek maja 1963).
Miał trójkę dzieci – dwie córki i syna.